# Thereva quinquevittatum
Thereva quinquevittatum är en tvåvingeart som först beskrevs av Macquart 1847.  Thereva quinquevittatum ingår i släktet Thereva och familjen stilettflugor. Inga underarter finns listade i Catalogue of Life.